# 桑加特
桑加特（法語：Sangatte，法語發音：[sɑ̃ɡat]）是法国上法蘭西大區加来海峡省的一个市镇，属于加来区。

## 地理
桑加特（50°56'48"N, 1°45'24"E）面积14.28 平方千米，位于法国上法蘭西大區加来海峡省，该省份为法国北部沿海省份，西北濒北海，南至索姆省，东临北部省。
与桑加特接壤的市镇（或旧市镇、城区）包括：科凯勒、加来、埃斯卡勒、珀普兰格。

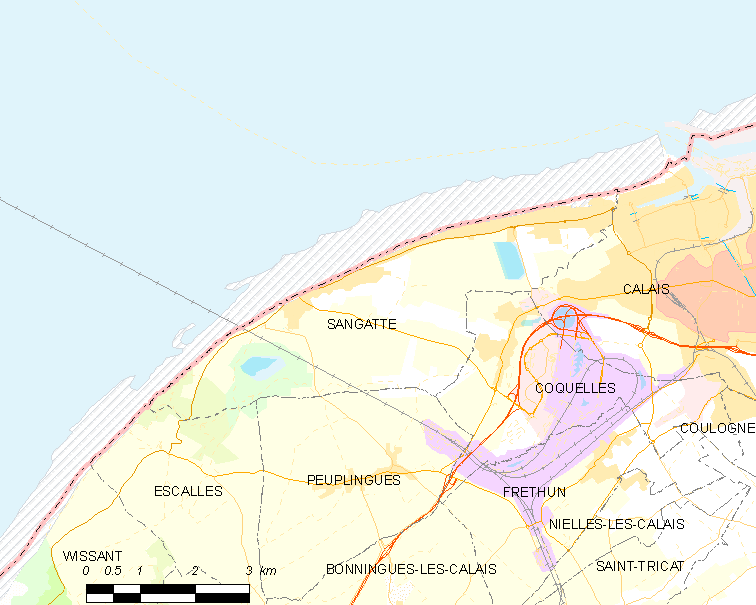
桑加特的OSM定位图

桑加特的时区为UTC+01:00、UTC+02:00（夏令时）。

## 行政
桑加特的邮政编码为62231，INSEE市镇编码为62774。

## 政治
桑加特所属的省级选区为加来第一县。

## 人口

1962-2008年间桑加特人口变化图示

桑加特于2022年1月1日时的人口数量为4755人。